# 布朗斯角 (加利福尼亞州)
布朗斯角（英語：Browns Corner）是位於美國加利福尼亞州優洛縣的一個非建制地區。該地的面積和人口皆未知。

## 地理
布朗斯角的座標為38°40′40″N 121°48′09″W / 38.67778°N 121.80250°W，而該地的平均海拔高度為8米（即26英尺）。